# Meredith Quartermain
Meredith Andrea Yearsley Quartermain, née le 1er octobre 1950 à Toronto dans la province de l'Ontario, est une poète, romancière, nouvelliste et universitaire canadienne anglophone. Actuellement elle vit à Vancouver dans la province de la Colombie Britannique et elle enseigne à l'université Simon Fraser où elle anime le Master of Fine Arts en création littéraire. Elle a remporté le Dorothy Livesay Poetry Prize (en) en 2006 pour son livre Vancouver Walking.

## Biographie
Meredith Andrea Yearsley si elle est née dans la grande ville de Toronto, elle grandit dans la campagne plus précisément à Argenta (en) dans la Province de la Colombie-Britannique, Argenta ville de Quakers puis qui est devenue à partir des années 1960 un haut lieu de la contre-culture canadienne. Elle a passé son enfance et son adolescence dans un paysage de parc nationaux, de grands lacs et en côtoyant des personnes aussi diverses que des déserteurs et des pacifistes américains qui fuyaient la guerre du Viet Nam. Les pacifistes américains apportaient dans leurs bagages les idées contestataires de la côte ouest, la culture hippie, etc.
Après ses études secondaires à la High School d'Argenta, école alternative, elle s'est inscrite à l'Université de la Colombie Britannique (UBC) où elle obtient successivement son Bachelor of Arts (licence) en 1976 puis son Master of Arts (mastère) en 1978, elle fait ultérieurement des études de droit, toujours à l'UBC en 1989. Elle commence sa carrière universitaire à partir de 1993, en tant chargée de TD au Capilano College (devenu la Capilano University (en)) à Vancouver, elle intègre le corps professoral de l'université Simon Fraser en 2002.
Durant ses études elle fut marquée par la poésie de Jack Spicer et de Robert Duncan.
Avec son mari Peter Quartermain elle a fondé la maison d'édition Nomados Literary Publishers
Meredith Quartermain s'est fait connaître par sa thématique centrée sur les lieux historiques du Canada marqués par des événements, et sur leurs représentation collective et l'imaginaire qui les entoure.
Elle publie régulièrement dans des revues et magazines tels que Canadian Literature, Jacket2, Literary Review of Canada, Matrix, The Capilano Review, West Coast Line, CV2, Event Magazine, filling Station, Prism International, Raddle Moon, Chain, Sulfur, Tinfish, East Village Poetry Web, etc.

## Œuvres

### Recueil de poèmes et plaquettes
- Air ..., Vancouver, Colombie-Britannique, Slug Press, 1987, rééd. 1989, 1 p. (OCLC 23353633),
- Two other ditties, Vancouver, Colombie-Britannique, Slug Press, 1992, 1 p. (OCLC 880522189),
- Terms of sale, Buffalo, New York, Meow Press, 1996, 48 p. (OCLC 38089118),
- Veers, Ellsworth, Maine, Backwoods Broadsides, 1998, 8 p. (OCLC 40253504),
- Abstract relations, Vancouver, Colombie-Britannique, Keefer Street Press, 1998, 19 p. (OCLC 243504759),
- Gospel according to bees, Vancouver, Colombie-Britannique, Keefer Street Press, 2000, 119 p. (OCLC 1170392779),
- Inland passage, Calgary, Alberta, Housepress, 2001, 24 p. (OCLC 49361012),
- Spatial relations, Boca Raton, Floride, Diaeresis Chapbooks, 2001, 34 p. (OCLC 266002610)
- A thousand mornings, Vancouver, Colombie-Britannique., Nomados, 2002, 89 p. (ISBN 9780973152128),
- The Eye-Shift of Surface, Victoria, Colombie britannique, Greenboathouse Press, mars 2003, 40 p. (ISBN 9781894744140),,
- December 4, Above/Ground Press, 2003 (OCLC 55599958),
- Vancouver Walking, Edmonton, Alberta, NeWest Press, 15 janvier 2005, 132 p. (ISBN 9781896300818, lire en ligne),
- The archivist, Calgary, Alberta, No, 2007, 16 p. (OCLC 231847494),
- Matter, Toronto, Ontario, Book Thug, 1er avril 2008, 78 p. (ISBN 9781897388181),
- Recipes from the Red Planet (ill. Susan Bee), Toronto, Ontario, Book Thug, 1er novembre 2010, 127 p. (ISBN 9781897388655),
- Lullabies in the Real World, Edmonton, Alberta, NeWest Press, 1er avril 2020, 108 p. (ISBN 9781988732787),

### Nouvelles, romans et journaux
- September journal & London journal, Vancouver, Colombie-Britannique, Manuscript Editions, 2005, 46 p. (OCLC 85380338),
- North Country journal, Vancouver, Colombie-Britannique, Manuscript Editions, 2004, 46 p. (OCLC 232550703),
- Italian journal & Paris journal, Vancouver, Colombie-Britannique, Manuscript Editions, 2006, 46 p. (OCLC 79874415),
- Kootenay journal, Vancouver, Colombie-Britannique, Manuscript Editions, 2007, 35 p. (OCLC 232550681),
- Nightmarker, Edmonton, Alberta, NeWest Press, 1er septembre 2008, 107 p. (ISBN 9781897126349),
- Rupert's Land : A Novel, Edmonton, Alberta, NeWest Press, 1er septembre 2013, 280 p. (ISBN 9781927063361, lire en ligne),
- I, Bartleby, Vancouver, Colombie-Britannique, Talonbooks, 7 avril 2015, 128 p. (ISBN 9780889229181, lire en ligne),
- U Girl, Vancouver, Colombie-Britannique, Talonbooks, 8 novembre 2016, 246 p. (ISBN 9781772010404, lire en ligne),

## Prix et distinctions
- 2006 : lauréate du BC Book Award for Poetry (Dorothy Livesay Poetry Prize) pour son recueil de poèmes Vancouver Walking[15],[16].

## Affiliation
Meredith Quartermain est membre de la Writers' Union of Canada (en).

### Notices dans des anthologies
- (en) Mona Fertig & Harold Rhenisch, Rocksalt: An Anthology of Contemporary BC Poetry, Mother Tongue, 1er octobre 2008, 288 p. (ISBN 9781896949017),
- (en-CA) A.F. Mortiz (préf. Molly Peacock), The Best Canadian Poetry in English 2009, Toronto, Ontario, Tightrope Books, 1er janvier 2009, 157 p. (ISBN 9781926639031, lire en ligne), p. 71,
- (en) Susan Musgrave, Force Field: 77 Women Poets of British Columbia, Mother Tongue, 1er avril 2013, 400 p. (ISBN 9781896949253),

### Articles
- Vancouver Walking by Meredith Quartermain, article rédigé par Jenna Butler pour la "Poetry Review Canada", 2006[18].
- An Interview with Meredith Quartermain, menée par Daphne Marlatt, pour la revue "CWILA", 2012[19],
- ‘Rupert’s Land’ by Meredith Quartermain, recension faite par Rachel Carlson pour la "Winnipeg Review", 2013[20],
- I, Bartleby – Meredith Quartermain, par Daniel Green pour la revue "Full Stop", 2015[21],
- Fiction Review by Matthew K. Thibeault, article paru dans la "Malahat Review", 2015[22],
- How A Novel Finds And Expresses Itself: A Review of Meredith Quartermain’s “U Girl”, par Andrea Westcott pour la revue "Prism International", 2017[12],
- Review: Vancouver novel a whimsical pleasure, par James Wood pour le magazine Vancouver Sun, 2016[23],
- Book review: U Girl is a tidal wave of emotion that UBC students will relate to, par Alyssa Low pour le magazine "The Ubissey", 2016[24],
- An interview with Meredith Quatermain, menée par Rob MClellan pour la revue "Queen Mobs", 2015[25],